# Dorizac Falls
Die Dorizac Falls sind ein Wasserfall im Fiordland-Nationalpark auf der Südinsel Neuseelands. Er liegt im Überlauf des Bloxham Lake, der hinter dem Wasserfall in den Junction Burn übergeht und über diesen in östlicher Fließrichtung in den South West Arm des Lake Te Anau mündet. Seine Fallhöhe beträgt rund 360 Meter.